# Buthacus levyi
Espèce
Buthacus levyi est une espèce de scorpions de la famille des Buthidae.

## Distribution
Cette espèce se rencontre dans le Nord de l'Égypte et en Israël.
Sa présence est incertaine en Libye.

## Description
Le mâle holotype mesure 50,9 mm, les mâles mesurent de 45,4 à 52,5 mm et les femelles de 53,6 à 62 mm.

## Étymologie
Cette espèce est nommée en l'honneur de Gershom Levy.

## Publication originale
- Cain, Gefen & Prendini, 2021 : « Systematic Revision of the Sand Scorpions, Genus Buthacus Birula, 1908 (Buthidae C.L. Koch, 1837) of the Levant, with Redescription of Buthacus arenicola (Simon, 1885) from Algeria and Tunisia. » Bulletin of The American Museum of Natural History, no 450, p. 1-134 (texte intégral).